# Tavola Doria
La Tavola Doria est une peinture italienne de la Renaissance, copie de la partie centrale de la célèbre Bataille d'Anghiari de Léonard de Vinci. On ne sait pas si la copie est de Léonard ou d'un artiste florentin du XVIe siècle.

## Attribution
Des différences entre les esquisses de Leonardo pour la Bataille d'Anghiari et la Tavola Doria font douter de l'attribution.
Un article de 2013 propose le nom de Giovan Francesco Rustici.

## Historique
La Tavola Doria est citée pour la première fois dans l'inventaire des biens de la famille en 1621, Inventorio dei quadri, argenti ed altro che esistevanoin casa di Agostino Doria.
Le tableau a été volé en 1940 à Naples. En juin 2012, la Tavola Doria est rendue à l'État italien.